# Pogo (artiest)
Nick Bertke (Kaapstad, 26 juli 1988), beter bekend als Pogo, is een Australisch elektronisch artiest. Hij verkreeg wereldwijde bekendheid door zijn muziekproducties gebaseerd op Disneyfilms. Bertke knipte een film van de Amerikaanse filmproducent in stukjes, waarna hij een beat maakte van de samples. Deze beat bewerkte hij vervolgens met slagwerk en synthesizers in FL Studio. De nummers bevatten geen inhoudelijke tekst, maar losse woorden uit de film die koeterwaalse teksten opleveren. In 2009 had hij nummers gemaakt van onder andere de films Up (Upular), Alice in Wonderland (Alice) en Sneeuwwitje (Wishery). De nummers zette hij op YouTube.
Vanaf dit jaar verbreedde hij zijn werk naar opnamen vanuit het echte leven, met de uitgave van Gardyn, een nummer gebaseerd op zelfgefilmd materiaal van zijn moeder die in de tuin aan het werk is. Hij probeert "de passie van zijn moeder, het tuinieren, te verwoorden in muziek". Bertke onderhandelde in 2010 met Disney over een eventuele permanente aanstelling als muziekproducent bij het bedrijf. Op 1 januari 2011 begon hij aan zijn project Remixing the World.

## Remixing the World
Berkte bracht op 1 januari 2011 het nummer Joburg Jam uit, waarmee hij het project Remixing the World aankondigde. Dit nummer is gebaseerd op geluiden en video-opnamen gemaakt in Johannesburg. Berkte vroeg zijn fans hulp om het project op te zetten, met een startbudget van 15.000 dollar. Zes dagen later (op 7 januari 2011) had het project het benodigde bedrag al gefinancierd gekregen, van 667 fans. Het hoofddoel van het project betrof het rondreizen over de wereld en het filmen van de bevolking en geluiden daar, waarna Berkte de geluiden tot een nummer omzette.

## Arrestatie
Eind 2011 werd Bertke tijdens zijn tournee in de Verenigde Staten van Amerika drie weken in hechtenis genomen omdat zijn reisdocumenten niet in orde waren. Als gevolg hiervan mocht hij tot 2021 de Verenigde Staten niet meer in.

## Discografie

### Albums
- Texturebox (december 2010)
- Wonderpuff (2011)
- Broken Beats (2013)
- Forgotten Fudge (2013)
- Star Charts (2014)
- Kindred Shadow (2015)
- Weightless (2016)
- Ascend (2018)
- Quantum Field (2018)

### Singles enep's

#### Extended Plays
- Wonderland
- Table Scraps (2008)
- Weave and Wish (2009)
- Broken Beats
- Deeper Down the Rabbit Hole (30 november 2010)
- Younghood (2014)

#### Singles
- Bangarang (2009)
- Scrumdiddlyumptious (2009)
- Mary's Magic (2009)
- Expialidocious (2009)
- Upular (2009)
- White Magic (2009)
- Alice (2009)
- Skynet Symphonic (2010)
- Gardyn (2010)
- Toyz Noize (2010)
- Buzzwing (2010)
- Crimson (2010)
- Wishery (2010)
- Whisperlude (2010)
- Murmers of Middle-Earth (2011)
- Joburg Jam (2011)
- Living Island (2011)
- Mellow Brick Road (2011)
- Hundred Acre Flurry (2011)
- Hundred Acre Rain (2011)
- Bloom (2011)
- Zoo Zoo (2011)
- Davyd (2011)
- Fluctuate (2014)
- Mi Angel (2014)
- Perfect Chaos (2014)